# When a Stranger Calls (film, 1979)
When a Stranger Calls je americký hororový film z roku 1979, který natočil Fred Walton. V roce 2006 se film dočkal stejnojmenného remaku (český titul: Na lince je vrah), jehož režie se ujal Simon West.

## Děj
Středoškolská studentka Jill Johnsonová si přivydělává jako chůva. Práci má ráda z několika důvodů — rodiče pryč, děti spí a lednice je plná. Avšak jednou při hlídání ji začne obtěžovat neznámý telefonát, což se změní v její paniku a raději se zamkne, zatáhne závěsy a ujistí se všemožným způsobem, že se do domu nikdo nedostane. Ale zlověstné telefonáty pokračují a Jill se rozhodne kontaktovat policii, která jí po páru dalších telefonátech sdělí, že obtěžující volající se nachází přímo v domě, kde se Jill nachází. Začíná její noční můra.